# Karbonizace uhlí
Karbonizace uhlí, obecněji tzv. suchá destilace, je zahřívání černého uhlí a to bez přístupu vzduchu, tedy bez oxidace kyslíkem a bez smíchání plynů. Provádí se v koksárnách nebo plynárnách a vzniká při ní:
- koksárenský plyn nebo svítiplyn – směs vodíku, methanu a oxidu uhelnatého. Dříve se svítiplyn využíval, jak název napovídá, ke svícení, ale i k vaření a topení.
- černouhelný dehet, je cennou surovinou pro chemický průmysl, obsahuje několik set organických sloučenin, získává se z něho například benzen a naftalen
- koks, obsahuje skoro čistý uhlík, používá se k výrobě železa
- amoniaková voda (vodný roztok amoniaku – NH3(aq) nebo NH3 • H2O), vedlejší produkt → výroba dusíkatých hnojiv

Podle teploty zahřívání je rozlišována nízkoteplotní (do teploty 500 – 550 °C) a vysokoteplotní karbonizace (500 – 1000 °C).
Nízkoteplotní karbonizace využívá především hnědého uhlí, byla využívána zejména od 30. let do konce druhé světové války k výrobě pohonných hmot a syntézních plynů. Produkty nízkoteplotní karbonizace jsou polokoks, dehty, střední olej, karbonizační benzín, karbonizační a fenolové vody a karbonizační plyn, spalovaný k získání potřebného tepla pro karbonizaci.
Cílem vysokoteplotní karbonizace je obvykle získání hutnického koksu pro výrobu surového železa. Vysokoteplotní karbonizace produkuje kolem 75 % koksu, kolem 16 % koksárenského plynu, 2,5 % dehtu, 1 % surového benzolu, 4,5 % čpavku a čpavkové vody.